# Edwards Hand
Edwards Hand var en engelsk pop-rock-grupp, 1969-1971, bildad av Rod Edwards (keyboard och sång) och Roger Hand (akustisk gitarr och sång).

## Historia
Rod Edwards och Roger Hand och spelade tillsammans 1968 i gruppen Piccadilly Line tillsammans med Norrie McLean (basgitarr) och Keith Hodge (trummor). Efter att 1968 ha släppt en lp med den underliga titeln: The Huge World of Emily Small, bytte man trummis till George Butler och tog med Jan Barber på sång, strax efter det splittrades gruppen. Trots det räknar många den skivan som gruppens första.
Första "officiella" lp:n kom 1969 och producerades av George Martin, som tog en paus i inspelningen av Beatles White Album. Martin beskrev gruppens musik som "exceptionell". Skivan släpptes bara i Amerika.
Ett andra album, Stranded gavs ut 1970. Även det producerad av Martin. På albumet spelar James Litherland (elgitarr), tidigare Tornados' Clem Cattini (trummor) och slutligen John Wetton (basgitarr), som senare blev känd med King Crimson och Asia.
Deras tredje och sista album, Rainshine, producerades av Martin 1971, men deras skivbolag: RCA Victor label, vägrade att ge ut det. LP:n kom inte ut förrän 1973, då på det betydligt mindre Regal Zonophone Records. På det albumet spelade amerikanerna Les Brown Jr. och David Dowd samt Harry Reynolds (vibrafon och basgitarr).
Edwards Hand bör först och främst ses som en duo-konstellation, med inbjudna musiker. Inför varje skiva bytte man medlemmar, Edwards och Hand fortsatte däremot att spela tillsammans i olika band och under hela 70-talet och stora delar av 80-talet.

## Diskografi
Album
- 1968 – The Huge World of Emily Small (som: Piccadilly Line)
- 1969 – Edwards Hand (GRT Records) (utgavs endast i USA)
- 1971 – Stranded (RCA SF 8154)
- 1971 – Rainshine (Regal Zonophone SRZA 8513)

Singlar
- 1970 – "Death Of A Man' / "Mister Man"

## Övrigt
Originalomslaget till Stranded tecknades av Klaus Voormann (som även gjorde omslaget till Beatles: Revolver). Omslaget visade en svart-vit teckning på en tjock polismage. Teckningen refererade till en av skivans låtar som handlade om en rasistisk amerikansk polisman, Sheriff Myras. Omslaget förbjöds i USA och skivan kom ut med ett annat omslag.